# Springpfuhlpark
Der Springpfuhlpark ist eine Parkanlage im Berliner Ortsteil Marzahn des Bezirks Marzahn-Hellersdorf. Sie liegt nordöstlich des Helene-Weigel-Platzes und des S-Bahnhofs Springpfuhl und trägt ihren Namen nach dem Springpfuhl im Süden des Parks.

## Geschichte und Beschreibung

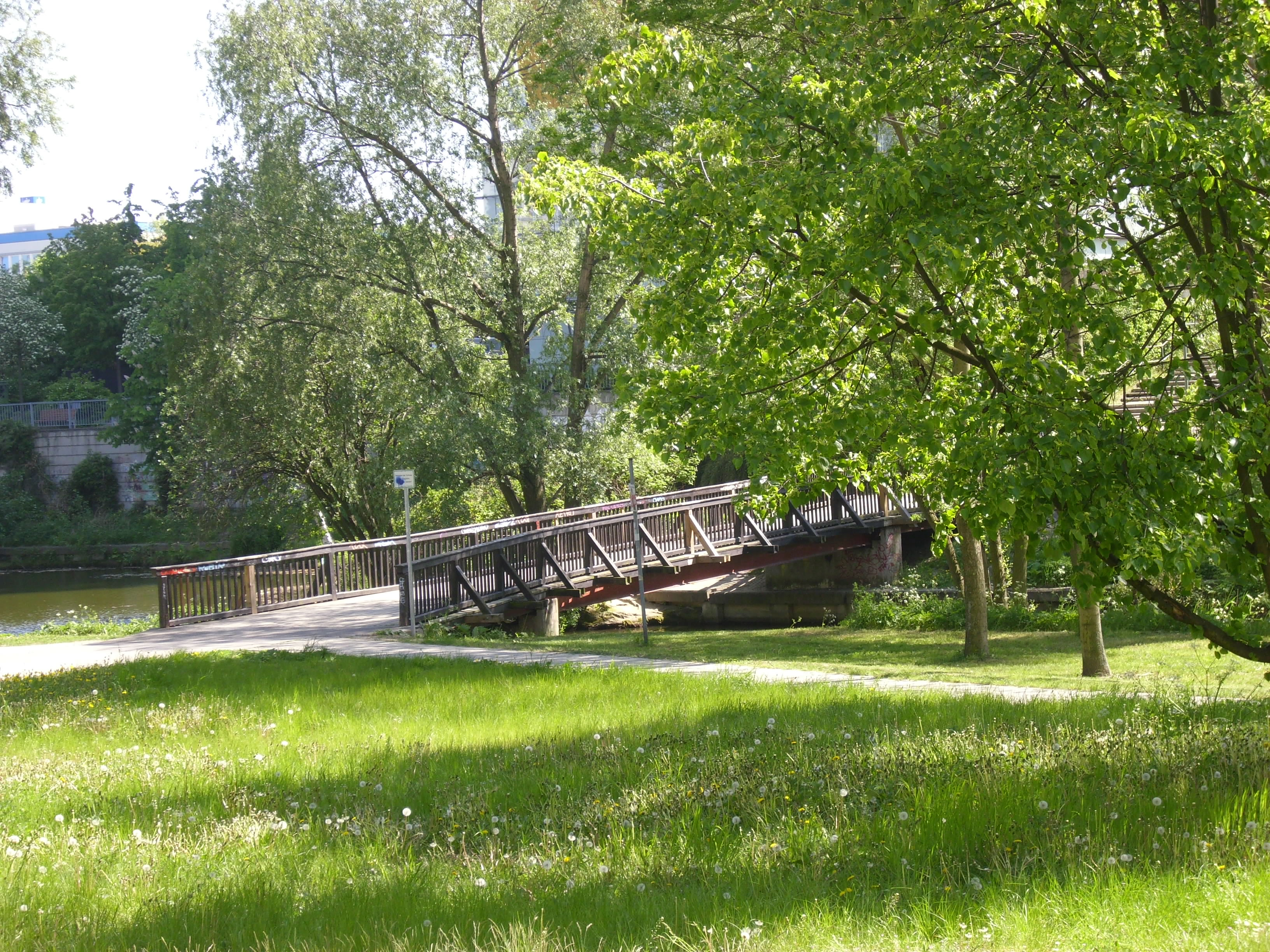
Springpfuhlpark

Der Springpfuhlpark wurde zwischen 1976 und 1979 nach Plänen des Landschaftsplaners Hubert Matthes angelegt und hatte eine Fläche von rund 10 Hektar. Im Park stehen zahlreiche Laub- und Nadelbäume, ein großer Teil ist Altbaumbestand. Fußgängerwege, Kinderspielplätze, Kleinsportflächen und viele Sitzgelegenheiten laden zu Besuchen ein. 
Im Jahr 1992 ließ der Bezirk  ein Akazienwäldchen östlich der damaligen Parkgrenze neu pflanzen, was zu einer Flächenerweiterung führte. Zwischen 2005 und 2014 wurde der gesamte Park in mehreren Bauabschnitten mit Kosten von annähernd 2,4 Millionen Euro rekonstruiert. Nach dem Abriss eines Dienstgebäudes am nordwestlichen Rand hat der Park nun eine Fläche von 23 Hektar. Die Trampelpfade wurden Ende 2014 zum Teil gepflastert oder durch asphaltierte Wege ersetzt.
Bis Dezember 2023 entsteht neben der Schwimmhalle Marzahn ein neuer barrierefreier Zugang zum Park.

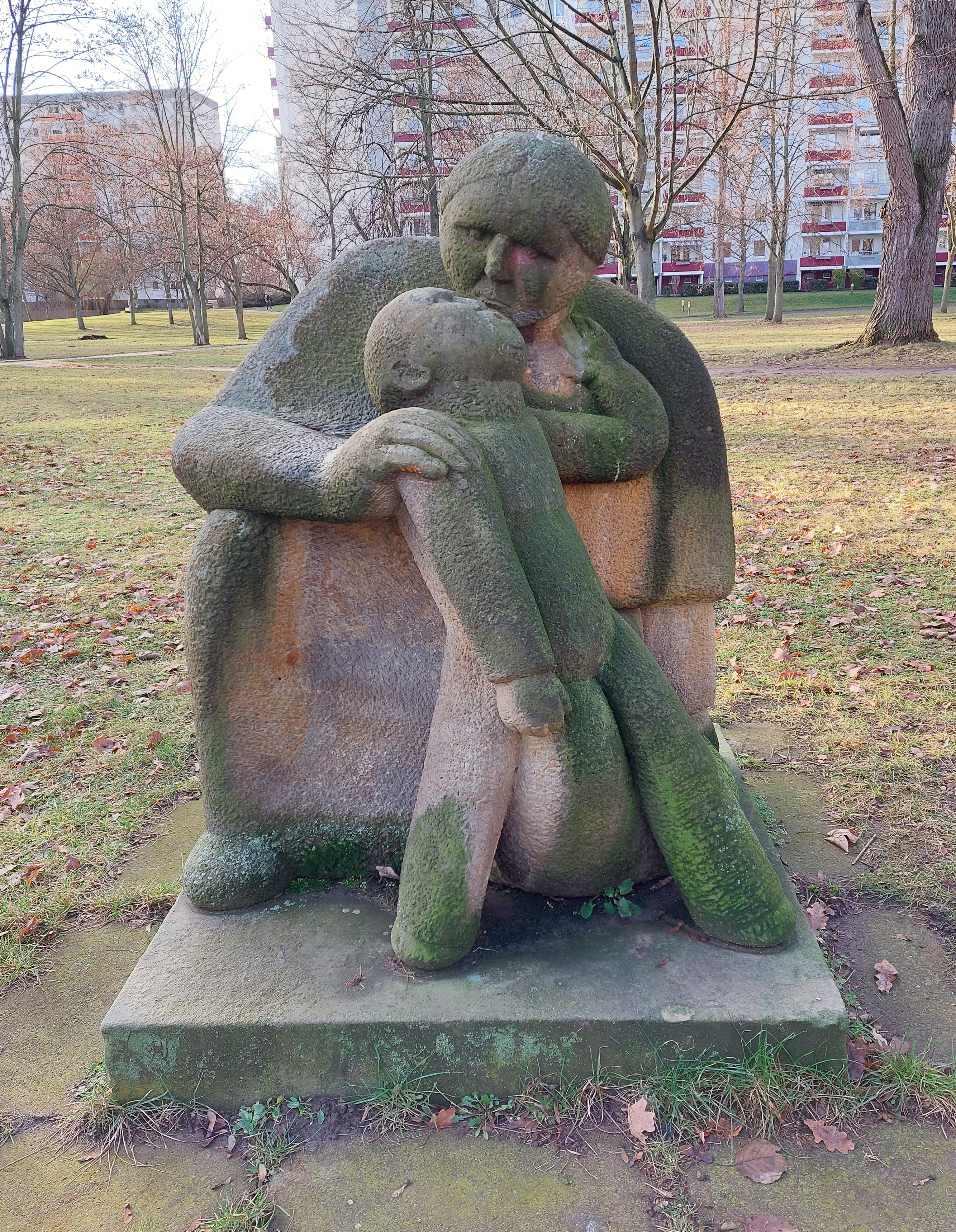
Skulptur Mutter und Kind

## Kunst im Park
Seit dem Jahr 1984 stehen folgende Skulpturen im Park:
- Frühling (S) von Ladislav Chochole
- Liegende (S) von Sonja Eschefeld
- Plastische Körper – Große Blüten (B + M) von Horst Göhler, Robert Rehfeldt und Wolfgang Weber
- Orpheus und Eurydike (S) von Bojidar Nikolov Konzarew
- Mutter und Kind (S) von Gyula Meszes-Toth
- Kniende, Liegende, Sitzende (S) 1981 von Emilia Nikolova-Bayer (zwei Figuren durch Vandalismus zerstört, daher die Knieende abgebaut und im Schaudepot des Bezirks aufgestellt)
- Erwachender (S) von Jürgen Pansow
- Poet und Muse (S) von Adrian Popovici
- Stehendes Mädchen (S) von Ingrid Puhlemann
- Familie (S) von Matti Varik
- Familie (Mutter und Kind) (S) von Barbara Zambrzycka-Sliwa

(S=Sandstein; B=Beton, M=sonstiges Material)

## Springpfuhl
Der 1,5 Hektar große Springpfuhl ist ein Relikt der letzten Eiszeit. Er besteht aus zwei Gewässerteilen, die durch Verlandung entstanden sind, dem großen und dem kleinen Springpfuhl. Die beiden Pfuhle stehen direkt miteinander in Verbindung. Der Springpfuhl dient als Regenrückhaltebecken. Auf ihm leben viele Wasservögel, wie Stockenten, Blässhühner und Schwäne.
Eine Fußgängerbrücke führt nord-südwärts über die schmalste Stelle des großen Springpfuhls.